# Раджнатх Сінгх
Раджнатх Сінгх (гінді राजनाथ सिंह, нар. 10 липня 1951) — індійський політичний і державний діяч. Міністр внутрішніх справ Індії (2014—2019). Президент партії Бхаратія джаната парті з 2004 року. Міністр оборони Індії з 31 травня 2019 року.

## Життєпис
Раджнатх Сінгх народився в селі Бхабхаура (округ Чандаулі, штат Уттар-Прадеш) в заможній родині раджпутів. Він здобув освіту в Горакхпурському університеті, де вивчав фізику.
У віці 13 років Раджнатх Сінгх став членом індуської націоналістичної організації Раштрія сваямсевак санґх, з якої була пов'язана його подальша політична кар'єра. У 1974 році він стає головою відділення пов'язаної з РСС партії Бхаратія Джана Сангх в Мірзапурі, а в 1977 обирається в законодавчу асамблею штату Уттар-Прадеш.
У 1984 році він очолює молодіжне крило реорганізованої з БДС Бхаратія джаната парті, а в 1991 обіймає посаду міністра освіти в сформованому БДП регіональному уряді Уттар-Прадеш. У 1997 році він очолює відділення БДП в рідному штаті, а в 2000—2002 роках очолює регіональний уряд.
У 2003 році Раджнатх Сінгх стає міністром сільського господарства в центральному уряді Атала Біхарі Ваджпаї. Після поразки БДП на виборах 2004 року і відсторонення від влади уряду Ваджпаї, Лал Крішна Адвані, багаторічний лідер партії, подав у відставку, і на цю посаду був обраний Раджнатх Сінгх. Його кандидатуру підтримала і РСС. Раджнатх Сінгх вважається прихильником жорсткої лінії в БДП і послідовним прихильником хіндутви — він неодноразово робив заяви про необхідність «відновлення» храму Рами в Айодхье і обмеження сфери використання англійської мови.
У 2014 році він був обраний в Лок Сабха від міста Лакхнау і зайняв пост міністра внутрішніх справ в уряді, сформованому перемогла БДП. З 31 травня 2019 року — Міністр оборони Індії.